# حساء العصائبية
يشير حساء العصائبية (بالإنجليزية: Noodle soup)‏ إلى مجموعة متنوعة من حساء العصائبية وغيرها من المكونات التي تقدم مع المرق الخفيف. حساء العصائبية هو طبق أساسي في المطبخ الآسيوي ومطبخ جنوب شرق آسيا على وجه الخصوص. تُستخدم أنواع مختلفة من العصائبية، مثل عصائبية الأرز وعصائبية القمح وعصائبية البيض.